# ECM Prague Open 2010
L'ECM Prague Open 2010  è stato un torneo professionistico femminile di tennis che faceva parte della categoria International nell'ambito del WTA Tour 2010, con un montepremi di 220.000 $. Si è giocato sui campi in terra rossa dell'I. Česky Lawn Tennis Klub Praha a Praga in Repubblica Ceca, dal 12 al 19 luglio 2010.

## Partecipanti

### Teste di serie
| Giocatrice                 | Nazionalità | Ranking* | Testa di serie |
| -------------------------- | ----------- | -------- | -------------- |
| Lucie Šafářová             | Rep. Ceca   | 25       | 1              |
| Alexandra Dulgheru         | Romania     | 30       | 2              |
| Timea Bacsinszky           | Svizzera    | 39       | 3              |
| Klára Zakopalová           | Rep. Ceca   | 43       | 4              |
| Anabel Medina Garrigues    | Spagna      | 46       | 5              |
| Gisela Dulko               | Argentina   | 48       | 6              |
| Ágnes Szávay               | Ungheria    | 49       | 7              |
| Barbora Záhlavová-Strýcová | Rep. Ceca   | 54       | 8              |

- Ranking al 5 luglio 2010.

### Altre partecipanti
Giocatrici che hanno ricevuto una Wild card:
- Zarina Dijas
- Karolína Plíšková
- Kristýna Plíšková

Giocatrici passate dalle qualificazioni:
- Catalina Castaño
- Mervana Jugić-Salkić
- Ksenija Pervak
- Liana Ungur
- Eva Hrdinová (Lucky Loser)
- Tamira Paszek (Lucky Loser)

## Campionesse

### Singolare
Ágnes Szávay ha battuto in finale  Barbora Záhlavová-Strýcová con il punteggio di 6–2, 1–6, 6–2
- È il 2º titolo dell'anno per Ágnes Szávay, il 5° della carriera.

### Doppio
Timea Bacsinszky /  Tathiana Garbin hanno battuto in finale  Monica Niculescu /  Ágnes Szávay con il punteggio di 7–5, 7–6(4)